# Juniata Terrace
Juniata Terrace es un borough ubicado en el condado de Mifflin en el estado estadounidense de Pensilvania. Según el censo del año 2010, tiene una población de 542 habitantes.

## Geografía
Juniata Terrace se encuentra ubicado en las coordenadas 40°35′5″N 76°34′9″O / 40.58472, -76.56917.

## Demografía
Según la Oficina del Censo en 2000 los ingresos medios por hogar en la localidad eran de $29,286 y los ingresos medios por familia eran $33,750. Los hombres tenían unos ingresos medios de $25,694 frente a los $18,864 para las mujeres. La renta per cápita para la localidad era de $14,398. Alrededor del 7.8% de la población estaba por debajo del umbral de pobreza.